# Лос-Баррерас (Техас)
Лос-Баррерас (англ. Los Barreras) — переписна місцевість (CDP) в США, в окрузі Старр штату Техас. Населення — 278 осіб (2020).

## Географія
Лос-Баррерас розташований за координатами 26°23′28″ пн. ш. 98°55′6″ зх. д. / 26.39111° пн. ш. 98.91833° зх. д. (26.391164, -98.918353).  За даними Бюро перепису населення США в 2010 році переписна місцевість мала площу 0,59 км², уся площа — суходіл.

## Демографія
Згідно з переписом 2010 року, у переписній місцевості мешкало 288 осіб у 89 домогосподарствах у складі 67 родин. Густота населення становила 486 осіб/км².  Було 94 помешкання (158/км²).
Расовий склад населення:
| - 100,0 % — білих |

До двох чи більше рас належало 0,0 %. Частка іспаномовних становила 98,3 % від усіх жителів.
За віковим діапазоном населення розподілялося таким чином: 29,2 % — особи молодші 18 років, 55,9 % — особи у віці 18—64 років, 14,9 % — особи у віці 65 років та старші. Медіана віку мешканця становила 36,0 року. На 100 осіб жіночої статі у переписній місцевості припадало 89,5 чоловіків;  на 100 жінок у віці від 18 років та старших — 92,5 чоловіків також старших 18 років.
За межею бідності перебувало 23,6 % осіб, у тому числі 19,3 % дітей у віці до 18 років та 0,0 % осіб у віці 65 років та старших.
Цивільне працевлаштоване населення становило 86 осіб. Основні галузі зайнятості: освіта, охорона здоров'я та соціальна допомога — 74,4 %, роздрібна торгівля — 14,0 %, мистецтво, розваги та відпочинок — 8,1 %.